# ひらまつおさむ
ひらまつ おさむ（1953年9月24日 -　）は、福岡県福岡市出身の漫画家。
別名義：平松おさむ、平松修、宮本コジロー、小杉英太郎、平松鈴鹿。
石森章太郎のアシスタントを経てデビュー。その後、手塚治虫、谷口ジローに師事。

## 作品リスト
- こっちむいて先生（週刊少女フレンド増刊 1972年）平松おさむ 名義
- マジンガーZ（原作：永井豪、テレビランド 1973年12月号 - 1974年1月号連載）宮本コジロー 名義
- ドロロンえん魔くん（原作：永井豪、テレビランド 1973年11月号 - 1974年2月号連載）平松おさむ 名義
- ミラクル少女リミットちゃん（原作：永島慎二、テレビランド 1973年11月号）小杉英太郎 名義
- がんばれ!!ロボコン（原作：石森章太郎、小学五年生 1974年11月号 - 1975年10月号連載 ）平松おさむ 名義
- ニューヨークブルース
- 珈琲どりーむ（原作：花形怜、週刊漫画TIMES2005年 - 2008年連載）
- はいさい新聞文化生活部（原作：高津太郎、週刊漫画TIMES）
- 花トレイル(週刊漫画TIMES）
- ルーキー酒井外伝
- 学習まんが人物館
  - ケネディ
  - リンカーン
- 世界が注目する日本の介護 （加藤忠相：編著、講談社）